# DeJuan Jones
DeJuan Jones (Lansing, 1997. június 24. –) amerikai válogatott labdarúgó, a San Jose Earthquakes hátvéde.

## Pályafutása

### Klubcsapatokban
Jones a Michigan állambeli Lansing városában született.
2019-ben mutatkozott be a New England Revolution észak-amerikai első osztályban szereplő felnőtt keretében. Először a 2019. március 24-ei, Cincinnati ellen 2–0-ra elvesztett mérkőzés 78. percében, Edgar Castillo cseréjeként lépett pályára. Első gólját 2019. április 28-án, a Sporting Kansas City ellen idegenben 4–4-es döntetlennel zárult találkozón szerezte meg.
2024. július 31-én a Columbus Crew szerződtette. 2025. április 22-én a San Jose Earthquakes-hez igazolt.

### A válogatottban
2023-ban debütált az amerikai válogatottban. Először a 2023. január 26-ai, Szerbia ellen 2–1-re elvesztett mérkőzés 62. percében, Julian Gresselt váltva lépett pályára.

## Statisztikák
2024. augusztus 26. szerint
| Klub                   | Szezon   | Osztály  | Bajnokság | Bajnokság | Kupa  | Kupa | Nemzetközi | Nemzetközi | Összesen | Összesen |
| Klub                   | Szezon   | Osztály  | Meccs     | Gól       | Meccs | Gól  | Meccs      | Gól        | Meccs    | Gól      |
| ---------------------- | -------- | -------- | --------- | --------- | ----- | ---- | ---------- | ---------- | -------- | -------- |
| New England Revolution | 2019     | MLS      | 21        | 1         | 1     | 0    | —          | —          | 22       | 1        |
| New England Revolution | 2020     | MLS      | 23        | 0         | 0     | 0    | —          | —          | 23       | 0        |
| New England Revolution | 2021     | MLS      | 32        | 3         | 0     | 0    | —          | —          | 32       | 3        |
| New England Revolution | 2022     | MLS      | 31        | 1         | 2     | 0    | 2          | 0          | 35       | 1        |
| New England Revolution | 2023     | MLS      | 27        | 1         | 0     | 0    | 4          | 0          | 31       | 1        |
| New England Revolution | 2024     | MLS      | 17        | 0         | 0     | 0    | 5          | 0          | 22       | 0        |
| Columbus Crew          | 2024     | MLS      | 0         | 0         | 0     | 0    | 4          | 1          | 4        | 1        |
| Összesen               | Összesen | Összesen | 151       | 6         | 3     | 0    | 15         | 1          | 169      | 7        |

### A válogatottban
| Válogatott       | Év       | Pályára lépés | Gól |
| ---------------- | -------- | ------------- | --- |
| Egyesült Államok | 2023     | 7             | 0   |
| Egyesült Államok | 2024     | 1             | 0   |
| Egyesült Államok | 2025     | 2             | 0   |
| Összesen         | Összesen | 10            | 0   |

## Sikerei, díjai
Columbus Crew
- Leagues Cup
  - Győztes (1): 2024

- Campeones Cup
  - Döntős (1): 2024

 Amerikai válogatott
- CONCACAF Nemzetek ligája
  - Győztes (2): 2022–23, 2023–24